# Betty Friedan
Betty Naomi Goldstein, mais conhecida como Betty Friedan, (Peoria, 4 de fevereiro de 1921 — Washington, 4 de fevereiro de 2006) foi uma importante ativista dos direitos civis e feminista estadunidense, do século XX.
Participou também de movimentos marxistas e judaicos. Em 1963, publicou o livro "The Feminine Mystique" ("A Mística Feminina"), um best-seller que fomentou a segunda onda do feminismo, abordando o papel da mulher na indústria e na função de dona de casa e suas implicações tanto para a sobrevivência do capitalismo quanto para a situação de desespero e depressão que grande parte das mulheres submetidas a esse regime sofriam.
Foi também co-fundadora da Organização Nacional das Mulheres, nos Estados Unidos, juntamente com Pauli Murray e Bernard Nathanson, e auxiliou também na criação do VARAL, organização de fomento aos direitos reprodutivos, inclusive o do aborto. É considerada uma das feministas mais influentes do século XX.
Morreu no dia de seu 85º aniversário, em sua casa em Washington. De acordo com Emily Bazelton, porta-voz da família, a causa da morte foi falência cardíaca congestiva.

## Obras
- A mística feminina[2] - no original The Feminine Mystique (1963);
- It Changed My Life: Writings on the Women's Movement (1976)
- The Second Stage (1981)
- The Fountain of Age (1993)
- Beyond Gender (1997)
- Life So Far (2000)